# Bouteille
Bouteille (französisch: Flasche) ist eine seit der zweiten Hälfte des 20. Jahrhunderts im oberdeutschen Sprachraum gebräuchliche Bezeichnung für eine schlanke 0,7-l-Weinflasche. Nach Einführung der EU-Normflasche von 0,75 l wird dieser Begriff auch für Normflaschen verwendet.

## Volumenmaß
Bouteille war auch als deutsches Volumenmaß für Flüssigkeiten, besonders Wein, bekannt. Es entsprach dem Maß Quartier und war ein Lübecker Maß.
- 1 Bouteille = 2 Plank = 4 Ort = 47 1/5 Pariser Kubikzoll = 0,9363 Liter

Die Maßkette war
- 1 Oxhoft = 6 Anker = 30 Viertel = 60 Stübchen = 120 Kannen = 240 Bouteille/Quartier = 480 Plank = 960 Orte